# كيتون سيمونز
كيتون سيمونز (بالإنجليزية: Keaton Simons)‏ هو كاتب أغاني ومغني وموسيقي أمريكي، ولد في 20 يوليو 1978 في لوس أنجلوس في الولايات المتحدة.

## وصلات خارجية
- الموقع الرسمي
- كيتون سيمونز على موقع IMDb (الإنجليزية)
- كيتون سيمونز على موقع روتن توميتوز (الإنجليزية)
- كيتون سيمونز على موقع ميوزك برينز (الإنجليزية)
- كيتون سيمونز على موقع أول ميوزيك (الإنجليزية)
- كيتون سيمونز على موقع ديسكوغز (الإنجليزية)
- كيتون سيمونز على موقع قاعدة بيانات الفيلم (الإنجليزية)